# Barima
Barima je rijeka u Južnoj Americi. Izvire u Gvajani, a nakon 340 km tijeka ulazi u Venezuelu, oko 80 km od ušća u rijeku Orinoco.
Uz rijeku žive plemena Mabaruma, Koriabo i Barima-Waini.

## Poveznice
- otok Corocoro